# Latobici
I Latobici (Latovici, Λατόβικοι) erano un popolo celtico insediato nell'odierna Slovenia, citato nel Geografia di Tolomeo. In età romana, le loro città erano Praetorium Latobicorum (odierna Trebnje) e Municipium Latobicorum, o la successiva Neviodunum (odierna Drnovo). Il loro nome sembra connesso al teonimo Latobius ('Che è il più ardente'), riportato in sei inscrizioni rinvenute in due diversi luoghi austriaci.